# Filippo Abignente
Filippo Abignente (Sarno, 10 aprile 1814 – Sarno, 30 giugno 1887) è stato un politico italiano.

## Biografia
Figlio di Giovanni e della baronessa Fortunata Gaiano di Baronissi, fu canonico e insegnante di latino e filosofia nel seminario vescovile di Sarno, distinguendosi per le sue idee liberali. Nell'aprile 1848 fu eletto deputato del Regno di Napoli per il distretto di Salerno e riconfermato nelle successive elezioni del 15 giugno. A seguito della reazione borbonica del 1849, il 7 agosto fu confinato nel monastero di Vico Equense, da dove il 5 ottobre fuggì a Napoli e di qui a Genova e poi a Nizza, dove abbandonò il sacerdozio e si dedicò allo studio prediletto della storia del cristianesimo, mantenendosi in contatto con il mondo dell'emigrazione politica italiana.
Tornato a Napoli alla caduta dei Borboni, s'impiegò al Ministero della Pubblica Istruzione e, nel 1861, passò all'insegnamento di Storia della Chiesa nell'Università di Napoli, secondo il criterio interpretativo del razionalismo storico derivato da David Friedrich Strauß. La cattedra di Storia della Chiesa, che terrà fino all'elezione al Consiglio di Stato nel 1876, fu la prima di argomento storico religioso in un'università italiana. Eletto deputato al parlamento ininterrottamente dal 1867 al 1882 per il collegio di Angri, fu contrario alla legge delle guarentigie (1871), dichiarandosi favorevole a un accordo fra legislazione liberale e libertà religiosa, raggiungibile attraverso una riforma della Chiesa e manifestando anche idee anticlericali; vicepresidente della Camera nel 1876 e dal 1880 al 1882. 
Divenuto consigliere di Stato nel 1876, lasciò la cattedra all'Università di Napoli, che aveva tenuto dal 1861 e che, dopo di lui, sarà riattivata solo nel 1885, con l'affidamento a Raffaele Mariano. Rifiutò poi l'incarico di ministro propostogli da Benedetto Cairoli.
Dopo la sconfitta elettorale nelle elezioni del 1882, si ritirò a vita privata nella natìa Sarno.

### Scritti
- Giovanni Abignente (a cura di), Filippo Abignente. Discorsi parlamentari e scritti politici e scientifici, Roma, 1902.

### Studi
- Mariano Orza, Una famiglia millenaria. La famiglia Abignente. Notizie storiche, Milano, Albrighi - Segati, 1933.
- Silvio  Ruocco, Storia di Sarno e dintorni, Sarno, 1952.
- Leopoldo Cassese, ABIGNENTE, Filippo, in Dizionario biografico degli italiani, vol. 1, Roma, Istituto dell'Enciclopedia Italiana, 1960.
- Giuliano Procacci, Le elezioni del 1874 e l'opposizione meridionale, Milano, 1956.